# Кастело д'Агоња
Кастело д'Агоња (итал. Castello d'Agogna) је насеље у Италији у округу Павија, региону Ломбардија.
Према процени из 2011. у насељу је живело 1068 становника. Насеље се налази на надморској висини од 106 м.

## Становништво
| 1936. | 1951. | 1961. | 1971. | 1981. | 1991. | 2001. | 2011. |
| ----- | ----- | ----- | ----- | ----- | ----- | ----- | ----- |
| 692   | 770   | 549   | 648   | 806   | 861   | 969   | 1.091 |